# Danny Alvin

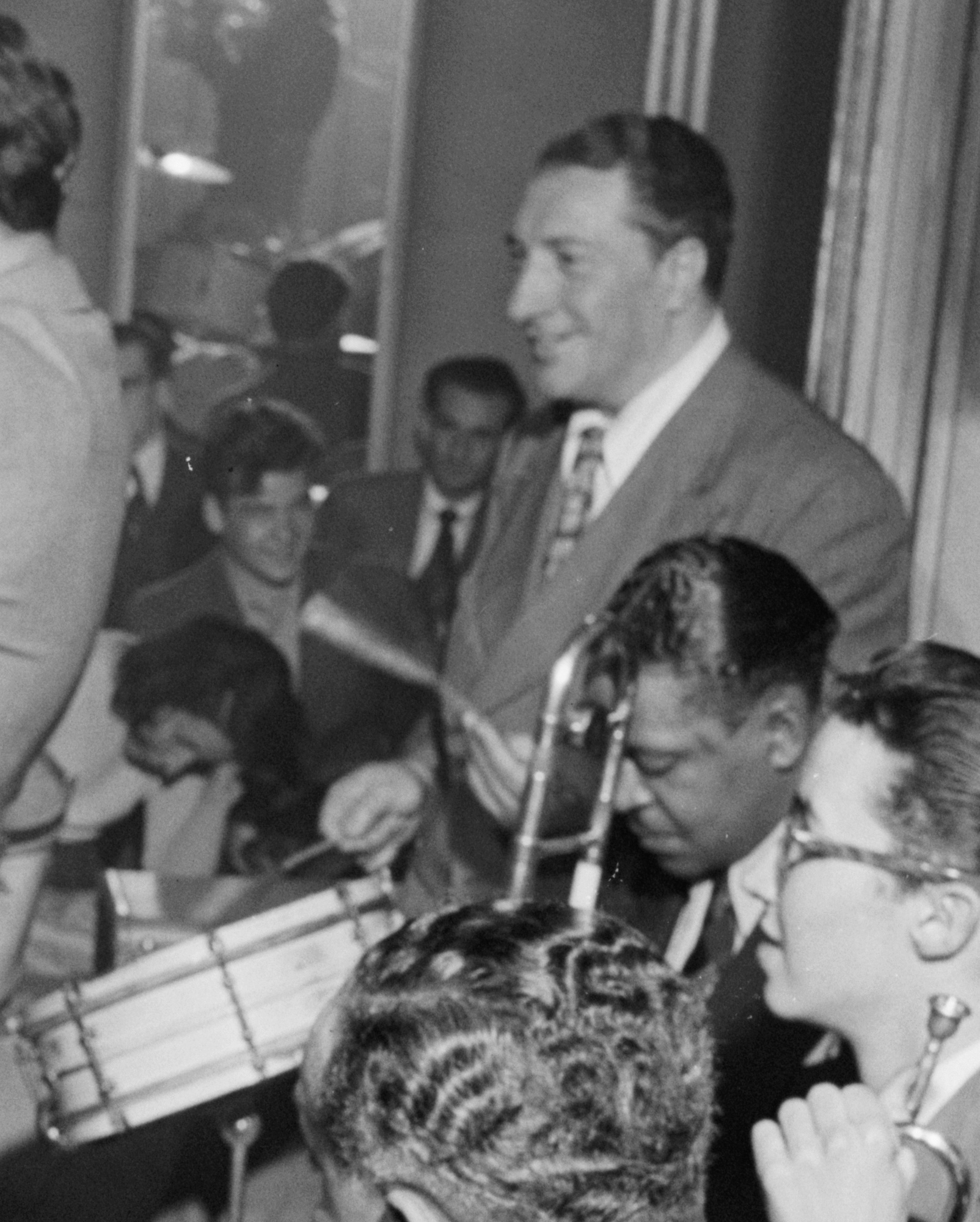
Danny Alvin, 1947

Danny Alvin (* 29. November 1902 in New York City als Daniel Viniello; † 6. Dezember 1958 in Chicago) war ein US-amerikanischer Schlagzeuger und Bandleader des Chicago-Jazz.
Danny Alvin begann seine Profilaufbahn im Jahr 1919 als Begleiter der Sängerin Sophie Tucker im New Yorker Club Reisenweber's; dann zog er 1922 nach Chicago und spielte dort mit Jules Buffano, Charlie Straight, Elmer Schoebel und Frankie Quartell. Er arbeitete dann im Laufe seiner Karriere in beiden Städten, hatte kurz eine eigene Band; 1933 spielte er bei Art Hodes; danach arbeitete mit Sidney Bechet, George Brunis, Buck Clayton, Wild Bill Davison, Wingy Manone, Joe Marsala, Mezz Mezzrow und dem Pianisten George Zack, mit dem er einige 78er für Commodore einspielte (darunter Shim-Me-Sha-Wabble und Farewell Blues). Von 1947 arbeitete er vorwiegend in Chicago, wo er mit Doc Evans spielte, bevor er im Basin Street Club ein eigenes Orchester leitete, mit dem aber nur wenige Aufnahmen entstanden; seine bekannteste ist das 1958 für Stepheny Records eingespielte Album. Außerdem war er Plattenaufnahmen mit Bechet, Marsala, Mezzrow und Art Hodes beteiligt.
Alvin lernte Schlagzeug bei Tony Sbarbaro und beeinflusste Gene Krupa und Dave Tough zu Beginn ihrer Karrieren.
Alvin ist der Vater des Gitarristen Teddy Walters.